# AXN Movies
AXN Movies (anteriormente AXN White y AXN Black) es un canal de televisión por suscripción español y portugués dedicado a películas que perteneciente a Sony Pictures Entertainment.
El canal comenzó sus emisiones en Portugal el día 17 de febrero de 2020 como sustituto de AXN Black.
El 1 de mayo de 2023, AXN White fue reemplazado por AXN Movies en España y cambia de temática, ya que se convierte en una canal dedicado en exclusiva al cine, abandonado la emisión de series.

## Historia
En abril de 2012, varios portales de Internet especializados en el medio audiovisual anunciaron la llegada de AXN White a Portugal, uniéndose a AXN y AXN Black (actual AXN Movies), siendo así el primer país en tener presente las tres marcas de AXN.
Así, AXN White inició sus emisiones el 14 de abril de 2012 en Portugal y el 7 de mayo del mismo año en España, sustituyendo en ambos países a Sony TV. La programación fue muy similar a la de SET, basada en series de ficción y películas de cine de comedia y romance. Aun así, poco a poco fue cambiando la programación del canal convirtiéndose en un complemento de AXN.
Las novedades que la cadena fue incorporando progresivamente fueron series como Smash, Golfas, Cursis y Beatas, Doctora en Alabama, ¡Llama a la comadrona!, Weeds, Melissa & Joey, Póquer de Reinas, La reina de las sombras y las nuevas temporadas de series como Pequeñas mentirosas, Divina de la Muerte, Ahora o nunca o Community.

### Series emitidas o en emisión
- Ahora o nunca
- Becker
- Bob Patterson de Jason Alexander
- Cazatesoros
- Cheers
- Community
- De repente Susan
- De vuelta al nido
- Descubriendo a Nina
- Diagnóstico asesinato
- Divina de la Muerte
- Doctoras de Filadelfia
- Doc
- Ed
- Edición Anterior
- Enfermera Hawthorne
- Frasier
- Golfas, Cursis y Beatas
- Jóvenes abogados
- La clave Da Vinci
- La cruda realidad
- La familia Salvaje
- La Niñera
- La reina de las sombras
- Las chorradas de mi padre
- Las hermanas McLeod
- Lejos de todo
- Leyes de familia
- Listen Up! de Michael Richards
- ¡Llama a la comadrona!
- Los Caraduras
- Matrimonio con hijos
- Melissa & Joey
- Medium
- Mike & Molly
- Mr. Sunshine
- Mujeres desesperadas
- No con mis hijas
- Pequeñas mentirosas
- Perdidos
- Póquer de Reinas
- Providence
- Smash
- Seinfeld
- Sue Thomas, el ojo del FBI
- The Richards Show de Michael Richards de Michael Richards
- Un chapuzas en casa
- Una familia feliz
- V.I.P.
- Watching Ellie de Julia Louis-Dreyfus
- Weeds
- Will y Grace
- Zoe, factor sorpresa

## AXN Now
Es la plataforma de contenido bajo demanda que tiene actualmente AXN. Operada por Sony Pictures Television, filial de Sony Pictures con la programación de sus canales AXN.